# Budweiser/G.I. Joe's 200 1993
Budweiser/G.I. Joe's 200 1993 var ett race som var den sjunde deltävlingen i PPG IndyCar World Series 1993. Racet kördes den 27 juni på Portland International Raceway. Emerson Fittipaldi tog hand om segern, med mästerskapsledaren Nigel Mansell på andra plats. Paul Tracy slutade på tredje plats, och han var den tredje och sista föraren på ledarvarvet.

## Slutresultat
| Plats | Förare             | Team                     | Grid | Kvaltid  |
| ----- | ------------------ | ------------------------ | ---- | -------- |
| 1     | Emerson Fittipaldi | Marlboro Team Penske     | 2    | 1.01,007 |
| 2     | Nigel Mansell      | Newman/Haas Racing       | 1    | 1.00,902 |
| 3     | Paul Tracy         | Marlboro Team Penske     | 4    | 1.01,575 |
| 4     | Bobby Rahal        | Rahal-Hogan Racing       | 15   | 1.02,804 |
| 5     | Al Unser Jr.       | Galles Racing            | 9    | 1.02,243 |
| 6     | Mario Andretti     | Newman/Haas Racing       | 16   | 1.02,916 |
| 7     | Raul Boesel        | Dick Simon Racing        | 10   | 1.02,408 |
| 8     | Robby Gordon       | A.J. Foyt Enterprises    | 9    | 1.02,246 |
| 9     | Mike Groff         | Rahal-Hogan Racing       | 11   | 1.02,549 |
| 10    | Arie Luyendyk      | Chip Ganassi Racing      | 13   | 1.02,754 |
| 11    | Jimmy Vasser       | Hayhoe Racing            | 22   | 1.03,628 |
| 12    | Scott Goodyear     | Walker Racing            | 15   | 1.02,892 |
| 13    | Olivier Grouillard | Indy Regency Racing      | 21   | 1.03,570 |
| 14    | Danny Sullivan     | Galles Racing            | 7    | 1.02,239 |
| 15    | Ross Bentley       | Dale Coyne Racing        | 26   | 1.05,013 |
| 16    | Willy T. Ribbs     | Walker Racing            | 12   | 1.02,750 |
| 17    | Scott Brayton      | Dick Simon Racing        | 19   | 1.03,469 |
| 18    | Johnny Unser       | Dale Coyne Racing        | 28   | 1.06,675 |
| 19    | Marco Greco        | Sovereign Racing         | 27   | 1.05,116 |
| 20    | Lyn St. James      | Dick Simon Racing        | 25   | 1.04,982 |
| 21    | Hiro Matsushita    | Walker Racing            | 20   | 1.03,522 |
| 22    | Brian Till         | Turley Motorsports       | 18   | 1.03,395 |
| 23    | Dave Kudrave       | Euromotorsport           | 23   | 1.03,812 |
| 24    | Roberto Guerrero   | Budweiser King Racing    | 17   | 1.03,039 |
| 25    | Teo Fabi           | Hall/VDS Racing          | 6    | 1.02,166 |
| 26    | Stefan Johansson   | Bettenhausen Motorsports | 3    | 1.01,449 |
| 27    | Kevin Cogan        | Galles Racing            | 24   | 1.04,616 |
| 28    | Jeff Wood          | Euromotorsport           | 29   | 1.06,840 |
| 29    | Mark Smith         | Arciero Racing           | 5    | 1.02,139 |